# Saoirse Ronan
Saoirse Úna Ronan (pronuncia inglese: [ˈsɜːrʃə ˈuːnə ˈroʊnən], pronuncia irlandese: [ˈsˠiːɾʲʃə ˈuːnˠə ˈɾˠoːnɑːn]) (New York, 12 aprile 1994) è un'attrice irlandese con cittadinanza statunitense.

Firma di Saoirse Ronan

Ha esordito sul grande schermo con una parte nella commedia romantica 2 Young 4 Me - Un fidanzato per mamma nel 2007. Nello stesso anno, ha acquisito notorietà grazie alla parte di un'adolescente precoce in Espiazione, per la quale ha ricevuto la sua prima candidatura al premio Oscar nella sezione miglior attrice non protagonista a soli 13 anni.
Ha in seguito ricevuto altre tre candidature agli Oscar nella sezione miglior attrice protagonista per i suoi ruoli nei film Brooklyn (2015), Lady Bird (2017) e Piccole donne (2019). Dopo Jennifer Lawrence, è la seconda attrice ad aver ricevuto quattro candidature entro i 25 anni. Per Lady Bird si è aggiudicata il Golden Globe per la migliore attrice in un film commedia o musicale. Ha inoltre ricevuto altre tre candidature al Golden Globe, quattro allo Screen Actors Guild Award e sei al premio BAFTA.

## Biografia
Figlia unica di Monica Brennan e dell'attore Paul Ronan, entrambi irlandesi, fin da piccola ha avuto la possibilità di frequentare il mondo del cinema accompagnando il padre durante le lavorazioni dei film L'ombra del diavolo, Un perfetto criminale e Veronica Guerin - Il prezzo del coraggio. Saoirse è nata a New York ma all'età di tre anni si è trasferita con i genitori in Irlanda, prima ad Ardattin (Contea di Carlow) e durante l'adolescenza a Howth. Possiede ancora la cittadinanza statunitense e vive a New York dal 2016.
La sua prima interpretazione è di Rhiannon Geraghty in The Clinic, telefilm irlandese del 2003, per quattro episodi, a cui segue, nel 2005, quella di Orla Bond in Proof, per altri quattro episodi. Esordisce al cinema in 2 Young 4 Me - Un fidanzato per mamma nel 2006, interpretando un'adolescente e recitando accanto a Michelle Pfeiffer. Nello stesso anno partecipa ai provini per il ruolo di Luna Lovegood all'interno del quinto capitolo della saga cinematografica di Harry Potter, Harry Potter e l'Ordine della Fenice (2007, regia di David Yates), ma senza ottenere la parte (poi assegnata alla sua conterranea Evanna Lynch).
Nel 2007 si fa notare dal grande pubblico interpretando la piccola Briony in Espiazione, tratto dal libro omonimo di Ian McEwan che vede la partecipazione di Keira Knightley e James McAvoy. Il ruolo le vale una candidatura agli Oscar e ai Golden Globe del 2008 come miglior attrice non protagonista. Nel 2008 ottiene il ruolo della protagonista Lina Mayfleet in Ember - Il mistero della città di luce e quello della figlia di Catherine Zeta-Jones in Houdini - L'ultimo mago.
Nel 2009 Peter Jackson la sceglie per il ruolo di Susie Salmon, protagonista in Amabili resti, adattamento cinematografico dell'omonimo romanzo di Alice Sebold: l'interpretazione le vale candidature a vari premi, tra cui il BAFTA Award. Nel 2010 recita in The Way Back, dramma tratto da una storia realmente accaduta. Nel 2011 Joe Wright, già suo regista in Espiazione, le dà il ruolo di Hanna nel film omonimo. Prende parte anche a Violet & Daisy, insieme a Alexis Bledel, e Byzantium, il film di vampiri diretto nel 2012 da Neil Jordan, con Gemma Arterton. Inoltre, Saoirse è la voce inglese della protagonista del film d'animazione giapponese Arrietty - Il mondo segreto sotto il pavimento.
Nel 2011 viene anche scelta per interpretare Melanie Stryder nell'adattamento cinematografico di L'ospite, un romanzo di Stephenie Meyer ambientato nel futuro, quando la Terra viene invasa da esseri chiamati Anime. Diretto da Andrew Niccol, il film è uscito nelle sale il 29 marzo 2013. Nel 2014 compare in Grand Budapest Hotel, diretto da Wes Anderson. Nel 2015 interpreta il ruolo di Eilis Lacey nel dramma romantico Brooklyn di John Crowley, ruolo che le vale una candidatura al premio Oscar, ai Golden Globe, ai BAFTA e ai Screen Actors Guild Award, come miglior attrice protagonista. Nel 2016 ha debuttato a Broadway nel revival de Il crogiuolo, nel ruolo di Abigail Williams.
Nel 2017 compare nel videoclip del singolo Galway Girl di Ed Sheeran, e prende parte al film d'animazione Loving Vincent, prestando la voce al personaggio Marguerite Gachet. Presenta al Toronto International Film Festival il sentimentale Chesil Beach - Il segreto di una notte, adattamento cinematografico del romanzo del 2007 Chesil Beach. Nella pellicola interpreta Florence, una ricca e determinata violinista innamorata del più modesto Edward, insieme a cui deve fare i conti con i tabù sociali nell'Inghilterra degli anni '60. Inoltre è la protagonista di Lady Bird, primo film diretto da Greta Gerwig, che le vale la sua prima vittoria ai Golden Globe, una candidatura ai BAFTA, due candidature agli Screen Actors Guild Award e la sua terza candidatura al premio Oscar.
Nel 2018 è nel cast de Il gabbiano, nel ruolo di Nina. Nello stesso anno veste i panni di Maria Stuarda nel biografico Maria regina di Scozia, diretto da Josie Rourke. Ha come co-protagonisti Margot Robbie, nel ruolo di Elizabeth Tudor, e Guy Pearce. Nel 2019 l'attrice lavora nuovamente con la Gerwig nel suo adattamento cinematografico del noto romanzo Piccole donne, insieme a Emma Watson, Florence Pugh, Timothée Chalamet, Laura Dern e Meryl Streep. Nel 2020 è nuovamente scelta dal regista Wes Anderson per il cast di The French Dispatch of the Liberty, Kansas Evening Sun, sempre in questo anno affianca Kate Winslet nel film Ammonite - Sopra un'onda del mare. Nel settembre del 2021 fa il suo debutto sulle scene londinesi per interpretare Lady Macbeth all'Almeida Theatre.

## Vita privata
Dal 2017 ha una relazione con l'attore Jack Lowden, conosciuto sul set del film Maria regina di Scozia, la coppia si è sposata nel 2024.

## Filmografia

### Attrice

#### Cinema
- 2 Young 4 Me - Un fidanzato per mamma (I Could Never Be Your Woman), regia di Amy Heckerling (2007)
- Il miracolo di Natale di Jonathan Toomey (The Christmas Miracle of Jonathan Toomey), regia di Bill Clark (2007)
- Espiazione (Atonement), regia di Joe Wright (2007)
- Houdini - L'ultimo mago (Death Defying Acts), regia di Gillian Armstrong (2007)
- Ember - Il mistero della città di luce (City of Ember), regia di Gil Kenan (2008)
- Amabili resti (The Lovely Bones), regia di Peter Jackson (2009)
- The Way Back, regia di Peter Weir (2010)
- Hanna, regia di Joe Wright (2011)
- Violet & Daisy, regia di Geoffrey Fletcher (2011)
- Byzantium, regia di Neil Jordan (2012)
- The Host, regia di Andrew Niccol (2013)
- Come vivo ora (How I Live Now), regia di Kevin Macdonald (2013)
- Grand Budapest Hotel (The Grand Budapest Hotel), regia di Wes Anderson (2014)
- Lost River, regia di Ryan Gosling (2014)
- Muppet 2 - Ricercati (Muppet Most Wanted), regia di James Bobin (2014)
- Stockholm, Pennsylvania, regia di Nikole Beckwith (2015)
- Brooklyn, regia di John Crowley (2015)
- Lady Bird, regia di Greta Gerwig (2017)
- Chesil Beach - Il segreto di una notte (On Chesil Beach), regia di Dominic Cooke (2017)
- Il gabbiano (The Seagull), regia di Michael Mayer (2018)
- Maria regina di Scozia (Mary Queen of Scots), regia di Josie Rourke (2018)
- Piccole donne (Little Women), regia di Greta Gerwig (2019)
- Ammonite - Sopra un'onda del mare (Ammonite), regia di Francis Lee (2020)
- The French Dispatch of the Liberty, Kansas Evening Sun, regia di Wes Anderson (2021)
- Omicidio nel West End (See How They Run), regia di Tom George (2022)
- Il nemico (Foe), regia di Garth Davis (2023)
- The Outrun, regia di Nora Fingscheidt (2024)
- Blitz, regia di Steve McQueen (2024)

#### Televisione
- The Clinic – serie TV, 4 episodi (2003-2004)
- Proof – serie TV, 4 episodi (2005)

#### Videoclip
- Garden's Heart – Natasha Khan & Jon Hopkins (2013)
- Cherry Wine – Hozier (2016)
- Galway Girl – Ed Sheeran (2017)
- Psycho Killer – Talking Heads (2025)

### Doppiatrice
- Arrietty - Il mondo segreto sotto il pavimento (Kari-gurashi no Arietti), regia di Hiromasa Yonebayashi (2010) – edizione in lingua inglese
- Justin e i cavalieri valorosi (Justin and the Knights of Valour), regia di Manuel Sicilia (2013)
- Loving Vincent, regia di Dorota Kobiela e Hugh Welchman (2017)

### Produttrice
- The Outrun, regia di Nora Fingscheidt (2024)

## Teatro
- Il crogiuolo di Arthur Miller, regia di Ivo van Hove, Walter Kerr Theatre di Broadway a New York (2016)
- The Tragedy of Macbeth di William Shakespeare, regia di Yael Farber, Almeida Theatre di Londra (2021)

## Riconoscimenti
- Premio Oscar
  - 2008 – Candidatura per la migliore attrice non protagonista per Espiazione
  - 2016 – Candidatura per la migliore attrice per Brooklyn
  - 2018 – Candidatura per la migliore attrice per Lady Bird
  - 2020 – Candidatura per la migliore attrice per Piccole donne
- Golden Globe
  - 2008 – Candidatura per la migliore attrice non protagonista per Espiazione
  - 2016 – Candidatura per la migliore attrice in un film drammatico per Brooklyn
  - 2018 – Migliore attrice in un film commedia o musicale per Lady Bird
  - 2020 – Candidatura per la migliore attrice in un film drammatico per Piccole donne
- Premio BAFTA
  - 2008 – Candidatura alla migliore attrice non protagonista per Espiazione
  - 2010 – Candidatura per la migliore attrice per Amabili resti
  - 2016 – Candidatura per la migliore attrice per Brooklyn
  - 2018 – Candidatura per la migliore attrice per Lady Bird
  - 2020 – Candidatura per la migliore attrice per Piccole donne
  - 2025 – Candidatura per la miglior attrice per The Outrun
- Screen Actors Guild Award
  - 2015 – Candidatura per il miglior cast per Grand Budapest Hotel
  - 2016 – Candidatura per la migliore attrice per Brooklyn
  - 2018 – Candidatura per il miglior cast per Lady Bird
  - 2018 – Candidatura per la migliore attrice per Lady Bird

## Doppiatrici italiane
Nelle versioni in italiano dei suoi lavori, Saoirse Ronan è stata doppiata da:
- Erica Necci in Houdini - L'ultimo mago, Ember - Il mistero della città di luce, Amabili resti, The Host, Grand Budapest Hotel, Brooklyn, The French Dispatch of the Liberty, Kansas Evening Sun, Omicidio nel West End,  The Outrun - Nelle isole estreme
- Virginia Brunetti in Hanna, Lost River, Ammonite - Sopra un'onda del mare
- Germana Longo in Byzantium, Come vivo ora
- Rossa Caputo in Lady Bird, Maria regina di Scozia
- Jessica Bologna ne Il gabbiano, Blitz
- Eva Padoan in Piccole donne
- Letizia Ciampa in 2 Young 4 Me - Un fidanzato per mamma
- Lilian Caputo in Espiazione
- Giulia Catania in The Way Back
- Katia Sorrentino in Chesil Beach - Il segreto di una notte
- Valentina Favazza in Il nemico

Da doppiatrice è sostituita da:
- Erica Necci in Justin e i cavalieri valorosi
- Valentina Favazza in Loving Vincent